# Annunzio Colombo
Pour les articles homonymes, voir Colombo.
Annunzio Colombo, né le 10 juillet 1955 à Fara Gera d'Adda (Lombardie) et mort le 30 juin 2020, est un coureur cycliste italien, professionnel de 1977 à 1980.

## Palmarès
- 1975
  - 2e du Tour du Val d'Aoste

## Résultats sur les grands tours

### Tour d'Italie
3 participations
- 1977 : 96e
- 1979 : 54e
- 1980 : 58e

### Tour d'Espagne
1 participation
- 1978 : 34e